# Haliclona fibrosa
Haliclona fibrosa är en svampdjursart som först beskrevs av Carter 1887. Haliclona fibrosa ingår i släktet Haliclona och familjen Chalinidae.
Artens utbredningsområde är Myanmar. Inga underarter finns listade i Catalogue of Life.